# Koralczyk niebieskawy
Koralczyk niebieskawy (Alectroenas madagascariensis) – gatunek średniej wielkości ptaka z rodziny gołębiowatych (Columbidae). Gatunek endemicznie występujący na Madagaskarze. Ptak słabo poznany, niezagrożony wyginięciem.

## Występowanie
Koralczyk niebieskawy występuje endemicznie we wschodnim i północnym Madagaskarze.

## Systematyka

### Taksonomia
Gatunek po raz pierwszy naukowo opisany przez K. Linneusza w 1766 roku w 12. edycji Systema Naturae pod nazwą Columba madagascariensis. Jako miejsce typowe autor wskazał Madagaskar. Gatunek ściśle związany z koralczykiem srebrnogłowym (A. sganzini) i koralczykiem czerwonogłowym (A. pulcherrimus). Takson monotypowy, nie wyróżniono podgatunków.

### Etymologia
Nazwa rodzajowa jest połączeniem słów z języka greckiego: αλεκτρυων alektruōn, αλεκτρυονος alektruonos – „kogucik, młody kogut” oraz οινας oinas, οιναδος oinados – „gołąb”. Epitet gatunkowy pochodzi od miejsca zamieszkania tego ptaka, czyli Madagaskaru.

## Morfologia
Długość ciała 25–28 cm. Gardło i szyja srebrzysto-niebiesko-szare. Górne części ciała granatowe, z szarosrebrzystym płaszczem. Dolne części ciała ciemnoniebieskie, upierzenie piersi srebrzysto-szare. Górna część ogona ciemnoczerwona, sterówki czerwone z wyjątkiem tych najbardziej oddalonych, które są intensywnie niebiesko-czarne z czerwonymi końcówkami. Górne części skrzydeł ciemnoniebieskie, dolne brązowo-szare. Tęczówki zielono-żółte otoczone czerwoną obwódką, wokół oczu duży obszar nagiej czerwonej skóry. Dziób zielonkawy z żółtą końcówką. Czerwony skok częściowo opierzony, palce również czerwone. Płcie podobne. Osobniki młodociane mają mniejszą powierzchnię nagiej skóry wokół oczu, są głównie ciemnoniebieskawo-zielone z wąskimi jasnymi frędzlami na wielu piórach oraz brakuje im szarego odcienia na piersi i karku.

## Ekologia

### Siedlisko i pokarm
Zasiedla nienaruszone lasy deszczowe oraz zdegradowane lasy otaczające okoliczne miasta i wsie głównie we wschodnim Madagaskarze, do 2000 m n.p.m. Przesiaduje na szczytach drzew i jest często widywany nad sklepieniem leśnym, siedzący na wystających gałęziach. Zwykle obserwuje się pary, ale czasem również grupy liczące 3–12 ptaków.
Praktycznie nic nie wiadomo na temat pokarmu spożywanego przez koralczyka niebieskawego, najprawdopodobniej żywi się owocami krzewów i drzew. Żołądek osobnika złapanego 7 km na północ od Tôlanaro zawierał nasiona niezidentyfikowanych roślin, lokalnie nazywanych „rithala”. W nadmorskim lesie Manafiafy zaobserwowano koralczyki żywiące się owocami figowca (Ficus) razem z ptakami z rodzaju Hypsipetes i papuzicą małą (Coracopsis nigra).

### Rozród
Sezon rozrodczy przypada na październik-grudzień. W budowie gniazda biorą udział zarówno samica, jak i samiec. Gniazdo składa się z plecionych gałązek i ma kształt platformy, jest umieszczone na poziomym rozwidleniu drzewa, 6–20 m nad ziemią. Samica składa 1 białe jajo. Wymiary i masa dwóch jaj znajdujących się w Muzeum Historii Naturalnej w Berlinie: 32,4×24,5 mm, 0,72 g oraz 33×23 mm, 0,56 g. Brak innych informacji.

## Status i ochrona
W Czerwonej księdze gatunków zagrożonych Międzynarodowej Unii Ochrony Przyrody został zaliczony do kategorii LC (najmniejszej troski). Populacja tego ptaka nie jest globalnie zagrożona. Szeroko rozpowszechniony w północno-wschodnim i wschodnim Madagaskarze. Dość powszechnie występuje na wielu obszarach chronionych, np. w parkach narodowych Mantadia i Ranomafana oraz w rezerwacie specjalnym Analamazaotra. Lokalnie populacja tego ptaka może się zmniejszać w wyniku polowań. Wymagane są badania i monitoring stanu populacji.